# 갈증 (소설)
《갈증》 혹은 《끝없는 갈증》(일본어: 果てしなき渇き)은 후카마치 아키오의 추리 소설이다.
제3회 《이 미스터리가 대단해!》 대상의 대상 수상작.

## 줄거리
폭력적인 성향으로 인해 직장, 결혼, 딸까지 잃은 전직 형사 아키카즈 후지시마는 알코올 중독에 시달리며 불안정한 삶을 살아간다. 어느 날, 전처로부터 딸 카나코가 실종되었다는 연락을 받고 딸을 찾기 시작한다. 경찰 형사 아사이가 수사에 협조하는 듯하지만 실제로는 소극적이다. 아키카즈는 거친 방식으로 카나코의 친구들과 선생님들을 찾아다니며 정보를 캐내지만 쉽지 않다. 수사 과정에서 카나코가 마약에 연루되었고 중독자가 되었을 가능성을 알게 된다.
과거 회상 장면을 통해 카나코가 중학교 시절 따돌림을 당하던 시곤과 친구가 되었던 사실이 밝혀진다. 시곤은 카나코를 좋아했지만, 카나코는 다른 학생 오가타를 좋아했다. 시곤은 카나코를 위해 복수하고자 파티에 참석하지만 약물에 취해 강간을 당하고, 결국 카나코를 찾아 살해하려다 실패한다. 하지만 정체불명의 인물이 시곤을 살해한다.
현재로 돌아와, 아키카즈는 야쿠자에게 납치당하고 카나코의 친구 마츠나가가 눈앞에서 고문당해 죽는 것을 목격한다. 마츠나가는 과거 오가타가 '귀여운 얼굴을 가진 약한 소년'이었기 때문에 납치되어 노인들에게 강간당했고, 결국 자살했다는 사실을 알려준다. 카나코는 오가타의 복수를 위해 친구들과 함께 사진을 찍고 다녔고, 마츠나가는 카나코의 차가운 면모를 알면서도 그녀를 사랑해 그녀를 도왔다. 야쿠자는 경찰도 성매매 조직에 연루되어 있으며 아이카와 형사가 카나코 친구들을 살해하려 했다는 사실을 폭로한다. 야쿠자는 아키카즈에게 총을 주고 아이카와를 찾아가라고 부추긴다.
아키카즈는 아이카와의 아내를 강간하고 아들과 함께 인질로 잡은 후 아이카와를 만나 피투성이 싸움을 벌인다. 아이카와는 아내를 죽이지만 둘 다 살아남고, 경찰이 도착하여 아이카와를 사살한다. 아키카즈는 아사이를 차로 치고 도망친다.
아키카즈는 과거에 만났던 선생님을 다시 찾아가 그녀의 딸이 카나코의 사진 속에서 강간당한 아이들 중 한 명이었음을 깨닫는다. 그녀가 카나코에게 복수하기 위해 살해했음을 알고 카나코의 시체를 묻은 곳을 파헤치라고 강요하지만, 최근 내린 눈 때문에 찾을 수 없게 된다. 선생님은 딸의 시체를 찾는 것이 부질없는 일이라며 도망치려 하지만, 아키카즈는 딸이 죽었다는 사실을 부정하며 계속 땅을 파고 결국 그녀를 죽이겠다고 맹세한다.

## 등장인물
후지시마 아키히로
본작의 주인공.
후지시마 카나코
고교 3학년. 아키히로와 키리코의 딸.
후지시마 키리코
아키히로의 이혼한 전 아내.
아사이
오오미야서의 형사.
오야마우치
오오미야서의 형사.
마츠시타 에미
카나코의 고교 시절 친구.
나가노 토모코
카나코의 고교 시절 친구.
세오카 나오토
카나코의 중학 시절 동급생.
오가타 세이치
카나코의 중학 시절 동급생.
무나카타 야스히로
카나코의 중학 시절 동급생.
엔도 나미
카나코의 중학 시절 동급생.
카미나가 아케미
카나코의 중학 시절 동급생.
시마즈
카나코의 중학 시절 동급생.
코야마 준페이
전문 학교 학생.
츠지무라
정신과 의사.
사키야마
폭력단 두목.
쵸 요시노리
빠찡코 가게 등을 경영하고 있는 외국인 실업가.
아즈마 리에
카나코의 중학 시절 담임 교사.

## 영화
《갈증.》(일본어: 渇き。)으로 영화화되었다.
2013년 8월에 크랭크인해 이바라키현 쓰쿠바시, 지바현 인자이시, 도쿄도 시부야구 등에서 촬영이 행해져, 연말에 크랭크업. 주연은 야쿠쇼 코지, 감독은 《고백》 이래 3년 만에 메가폰을 잡는 나카시마 테츠야. 레이팅은 R15+.

### 캐스트
- 후지시마 쇼와 - 야쿠쇼 코지
- 카나코 - 코마츠 나나
- 〈나〉 - 시미즈 히로야
- 아사이 - 츠마부키 사토시
- 아이카와 - 오다기리 죠
- 마츠나가 야스히로 - 타카스기 마히로
- 엔도 - 니카이도 후미
- 모리시타 - 하시모토 아이
- 나가노 - 모리카와 아오이
- 키리코 - 쿠로사와 아스카
- 사키야마 - 아오키 무네타카
- 츠지무라 - 쿠니무라 준
- 오가타 - 호시노 진
- 시마즈 - 나카지마 히로키
- 쵸 - 코 요시오
- 아즈마 - 나카타니 미키
- 금발의 남자 - 하야마 쇼노
- 편의점 점장 - 와타나베 다이치
- 아이카와의 아내 - 하타치야 메구미

### 스태프
- 감독 - 나카시마 테츠야
- 각본 - 나카시마 테츠야, 카도마 노부히로, 타다노 미아코
- 제작 - 요다 타츠미, 스즈키 유타카
- 프로듀스 - 오다케 사토미, 스즈키 유타카
- 촬영 - 아토 쇼이치
- 편집 - 코이케 요시유키
- 녹음 - 야노 마사토
- 미술 - 이소미 토시히로
- 음악 - GRAND FUNK.Inc
- 음악 프로듀스 - 카나하시 토요히코
- 주제가 - 딘 마틴 〈Everybody Loves Somebody〉
- 제작 프로덕션 - 리크리
- 배급 - 가가
- 기획·제작 - 가가, 리크리
- 제작 - 〈갈증.〉 제작 위원회 (가가, 리크리, GyaO!)